# Yanchepia rugosa
Yanchepia rugosa är en stekelart som beskrevs av Boucek 1988. Yanchepia rugosa ingår i släktet Yanchepia och familjen puppglanssteklar. Inga underarter finns listade i Catalogue of Life.